# Sándor István (orvos, 1927)
Sándor István (Nagyvárad, 1927. május 16. – 2015. május 31.) erdélyi magyar kutatóorvos, orvosi szakíró, közíró. Sándor János (1888–1976) nagyváradi orvos fia.

## Életútja
Középiskoláit szülővárosában, a Kecskeméti Lipótról elnevezett líceumban végezte; a deportálásból hazatérve érettségi vizsgát Kolozsváron tett (1945). Egyetemi tanulmányait a marosvásárhelyi OGYI-n, általános orvosi szakon folytatta (1946–51), orvosi oklevelet 1951-ben kapott. Ugyanitt 1948-tól díjtalan gyakornok, majd tanársegéd (1951–53). Ezután a temesvári Orvostudományi Intézet kórbonctani tanszékén aspiráns, tanársegéd (1954–58), a Román Akadémia temesvári kutatóbázisának fejlődéstani laboratóriumában főkutató (1956–63), osztályvezető (1963–70), majd 1970-től a Közegészségügyi Központ Fejlődéstani Laboratóriumának vezetője, 1990-től a Temesvári Mezőgazdasági Egyetem Állattenyésztési Karán egyetemi tanár. Az orvostudományok doktora (1956), doktor-docens (1974), a Román Orvosi Akadémia tagja (1991).
Kutatási területe a kísérletes fejlődéstan és teratológia. Több mint 200 dolgozat és oktatófilm szerzője, melyekben az embrió reakciókészségével, az embrióátültetéssel, a fejlődési rendellenességek és alkohol okozta embrió- és fetopátia kérdésével, valamint a központi idegrendszer kóros fejlődésével foglalkozott. Eredményeiről hazai (Studii şi Cercetări de Ştiinţe Medicale, Revue de Morphologie, Revue Roumaine de Embriologie, Orvostudományi Értesítő) és külföldi (Acta Morphologica Acad. Sci. Hung., Kísérletes Orvostudomány, Acta Biol. Acad. Sci. Hung., Research Film-Göttingen) folyóiratokban számolt be.

## Szakirodalmi munkássága